# Song Beneath the Song
"Song Beneath the Song", também conhecido como Grey's Anatomy: "The Music Event", é o décimo oitavo episódio da sétima temporada do drama médico americano Grey's Anatomy, e o 144.º episódio no geral. Recebeu o nome de uma canção inicialmente interpretada pela cantora americana Maria Taylor. Escrito pela criadora da série Shonda Rhimes e dirigido por Tony Phelan, o episódio estreou na ABC nos Estados Unidos em 31 de março de 2011. É o primeiro episódio musical da série, e conta com o elenco interpretando canções anteriormente apresentadas no programa. É acompanhado por um álbum, intitulado Grey's Anatomy: The Music Event, também lançado em 31 de março de 2011.
O episódio gira em torno de Callie Torres (Sara Ramírez) e Arizona Robbins (Jessica Capshaw), logo após se envolverem em um acidente de carro. Várias músicas são interpretadas pelos membros do elenco, na tentativa de salvar a vida de Torres. Rhimes idealizou originalmente o episódio na concepção do drama, enquanto o programa ainda estava sem título. O episódio recebeu críticas polarizadas de críticos de televisão e foi o segundo programa mais assistido da noite. "Song Beneath the Song" foi classificada em várias listas de "melhores e piores", e a trilha sonora também figurou na Billboard 200.

## Enredo
A caminho de uma escapada de fim de semana, as cirurgiãs Callie Torres (Sara Ramirez) e Arizona Robbins (Jessica Capshaw) se envolvem em um acidente de carro, momentos depois de Robbins propor casamento. Torres sofre ferimentos graves, que colocam em risco sua vida e a vida de sua filha ainda não nascida. Ela e Robbins são levadas para o Seattle Grace Mercy West, o hospital em que ambas trabalham. Seus colegas tentam salvar Torres, enquanto Robbins e Mark Sloan (Eric Dane), o pai da bebê de Torres, aguardam. Os muitos ferimentos de Torres incluem traumas neurológicos. Embora quase inconsciente, ela alucina uma versão ilesa de si mesma ao lado dela. A alucinatória Torres começa a cantar e aos poucos é acompanhada pelos médicos que a tratam. Esse canto continua ao longo do episódio, enquanto a projeção de Torres tenta alcançar Robbins.
Callie tem uma parada cardíaca e é levada para uma sala de cirurgia onde ela fica temporariamente estabilizada, enquanto aguarda uma nova cirurgia. Ela é transferida para a terapia intensiva, enquanto a cirurgiã neonatal Addison Montgomery (Kate Walsh) é levada de helicóptero para o caso de o bebê ter que nascer prematuro. Arizona e Mark discutem sobre o tratamento de Torres; Robbins acredita que Callie não arriscaria colocar o bebê em perigo, mas Sloan defende a salvação dela a todo custo. Os presentes cirurgiões elaboram um plano de tratamento, liderado pelo cirurgião de trauma Owen Hunt (Kevin McKidd). Ao fazê-lo, Torres sonha com os momentos que antecederam o acidente. O eu dos sonhos dela canta para Robbins, intercaladas com a equipe do hospital cantando e dançando com seus próprios parceiros. A Dra. Cristina Yang (Sandra Oh) sugere tratar Torres com um procedimento cardiotorácico de alto risco, mas potencialmente eficaz, que ela aprendeu com seu antigo mentor, Preston Burke (Isaiah Washington). Sua atual mentora, Teddy Altman (Kim Raver), se recusa a realizá-lo, mas quando a condição de Torres se deteriora e ela é levada de volta à cirurgia, Hunt concorda que Yang deve tentar o procedimento.
Quando Callie tem novamente uma parada cardíaca, Addison faz o parto com a sua filha nascendo com 23 semanas de gestação. O bebê é inicialmente incapaz de respirar, então com o apoio de Sloan, Robbins intervém e é capaz de reanimá-la. Do outro lado da sala de cirurgia, o estado de Torres começa a melhorar. Uma vez concluída a cirurgia, os médicos tratam de seus próprios assuntos; A ex-parceira de Sloan, Lexie Grey (Chyler Leigh), compromete-se com seu novo relacionamento com o residente Jackson Avery (Jesse Williams); A irmã de Lexie, Meredith Grey (Ellen Pompeo) confessa que estava com ciúmes da gravidez de Torres, o que leva seu marido Derek Shepherd (Patrick Dempsey) a prometer que eles terão um filho juntos; Teddy diz a Yang que ela não pode mais ensiná-la; Sloan e Robbins se unem por causa de sua paternidade comum. Mais tarde, enquanto Robbins vigia ao lado da cama de Torres, a alucinatória Torres é capaz de despertá-la em recuperação. Quando ela recupera a consciência, Torres aceita a proposta de Robbins.

## Produção

### Concepção
Desde o início de Grey's Anatomy, a criadora da série Shonda Rhimes planejou produzir um episódio musical. Ela discutiu a ideia pela primeira vez durante as filmagens do episódio piloto, quando o programa ainda não tinha título. Rhimes sentiu que as temporadas 6 e 7 eram o momento certo para a equipe "tentar tudo e qualquer coisa que [eles] sempre quiseram fazer" e explicou que ela "finalmente [teve] a ideia certa e o talento certo para fazer [o episódio musical] acontecer." As filmagens começaram 7 anos e meio depois que Rhimes inicialmente levantou a ideia.  O episódio foi filmado em aproximadamente 2 semanas. Embora o membro do elenco Patrick Dempsey se referisse ao episódio como Glee MD, Rhimes pretendia que fosse diferente de outros episódios musicais da televisão. Ela chamou de o oposto de "Once More, With Feeling", o episódio musical de Buffy the Vampire Slayer, já que ela pretendia "fazer algo que fosse musical sem ser um musical."
Rhimes disse que teve dificuldade em obter permissão da rede. Ela acrescentou: "Eu implorei ao pessoal do estúdio. Eu implorei ao pessoal da rede. Levei essas pessoas para jantar e implorei. Eu pulei nessas pessoas nos banheiros e implorei. E todos sorriram educadamente, mas o que eles estavam claramente pensando era: 'Essa mulher é uma idiota.'"
Rhimes também falou sobre atrasos na produção deste episódio:
| “ | Explicar o que diabos nos levou tanto tempo é muito complicado para entrar aqui. Há muitos motivos - eu estava ocupado contando outras histórias incríveis no Seattle Grace, [...] estava criando meu pequeno ser humano, meu talento musical envolve tocar oboé e nada mais, a rede achou que era a ideia mais idiota que eles já ouviram falar e se recusaram a fazer isso. | ” |

O roteiro foi escrito por Rhimes em novembro de 2010. Ela centrou o episódio em torno da personagem de Sara Ramírez, Callie, e afirmou que o enredo teria se desenvolvido independentemente de envolver performances musicais. Sara Ramírez aproveitou a oportunidade para lançar sua carreira como cantora e compositora; uma versão alternativa de "The Story" está incluída em seu EP de estreia, lançado quatro dias antes da estreia do episódio. Nesse episódio, Mark e Arizona melhoram seu relacionamento. Capshaw disse: "A circunstância traumática os leva a ter uma maior compreensão um do outro e, em seguida, apreciação e, então, necessidade um do outro e desejo de estar na vida um do outro. Eles passam a se importar, eu acho, um com o outro."

### Apresentações musicais

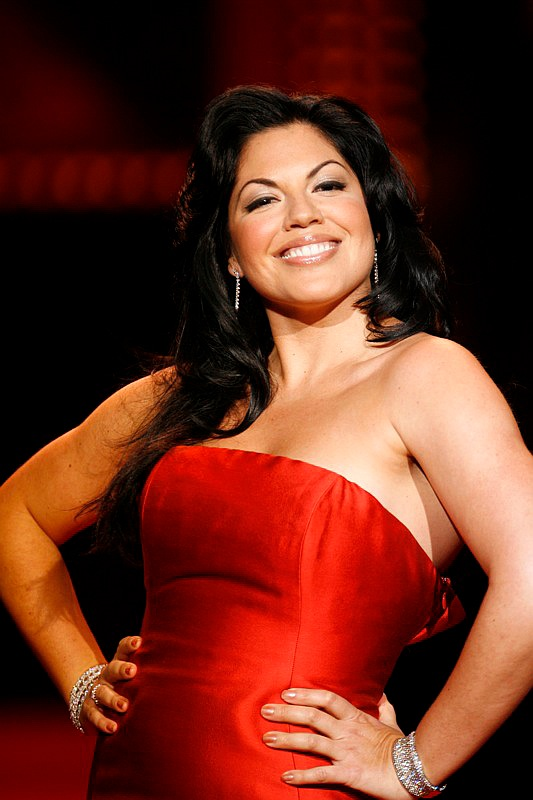
Ramirez foi o vocalista principal do episódio

Rhimes, a produtora executiva Betsy Beers e o diretor Tony Phelan selecionaram canções que se tornaram conhecidas por seu uso em Grey's Anatomy e escolheram "as mais icônicas, as que mais se adequavam a [seus] cantores e as que mais tocavam senso." As várias versões de covers incluem a música tema do programa, "Cozy in the Rocket" de Psapp. Os vocalistas principais são Sara Ramírez, Kevin McKidd, Chyler Leigh e Chandra Wilson. A trilha sonora também inclui "How to Save a Life" de The Fray e "Running on Sunshine" de Jesus Jackson, interpretadas por Ramírez, McKidd, Leigh, Daniel Sunjata, Scott Foley, Ellen Pompeo, Justin Chambers, Raver, Dane e Capshaw. Ramirez, McKidd e Wilson também cantam juntos em "Chasing Cars" do Snow Patrol. Ramírez é o vocalista principal em "The Story", de Brandi Carlile, e "Grace", de Kate Havnevik, que também apresenta outras mulheres do elenco, incluindo Leigh e Sarah Drew no refrão.   Capshaw faz duetos com Ramirez em "Universe & U", de KT Tunstall.  Wilson é o vocalista principal em "Wait" de Get Set Go, McKidd em "How We Operate" de Gomez, e Leigh em "Breathe (2 AM)" de Anna Nalick.

Quando surgiu [a ideia] pela primeira vez, eu estava nervosa, mas ao mesmo tempo eu estava pensando: 'Ei, esta é uma ótima oportunidade para eu realmente explorar este lado de mim e ser capaz de deixar isso passar e me divertir e saber que estou em um ambiente muito seguro e encorajador.' Eu estava lá e fiz e me diverti muito.

Impressões de Chyler Leigh sobre como cantar para o episódio.
Leigh disse que alguns atores não estavam "empolgados" em cantar, mas ainda assim poderiam participar do episódio. "Havia certas maneiras de escrever as cenas, mesmo que houvesse uma música lá, talvez uma linha fosse falada em vez de cantada", disse ela.
Um treinador vocal foi contratado para ajudar o elenco. O diretor musical Chris Horvath foi recrutado para arranjar as músicas selecionadas para o elenco. Os arranjos duraram cerca de dois meses, com os vocais gravados durante quatro dias em fevereiro de 2011. Horvath elogiou a resposta do elenco ao episódio, observando que apenas quatro artistas tinham "talento vocal sério", enquanto alguns "mal cantaram no chuveiro" antes. Aqueles com experiência como cantora profissional incluem Ramirez, que ganhou um Tony Award por seu papel no musical Spamalot, e Wilson, que apareceu na produção da Broadway de Caroline, or Change.  As reações dos membros do elenco em relação ao episódio variaram. Pompeo inicialmente considerou a ideia "maluca", mas mudou de ideia após a primeira leitura. O membro do elenco recorrente Sunjata afirmou que cantar era "um pouco fora de [sua] zona de conforto", mas considerou um "desafio interessante" e McKidd considerou "muito emocionante fazer algo que está completamente fora de controle para o mostrar."

## Recepção

### Comentários pré-transmissão
A resposta crítica antes da transmissão foi mista. Michael Ausiello do TVLine avaliou que o episódio iria 'ser um triunfo de parar o show ou um fracasso espetacular', sem meio-termo possível. William Keck, do TV Guide, inicialmente teve "sérias dúvidas", que foram dissipadas por uma visita ao set, durante a qual ouviu a trilha sonora. Keck comparou às "temporadas iniciais muito amadas de Grey's quando a música desempenhou um papel vital no show." Dan Snierson, do Entertainment Weekly previu o uso intenso de auto-Tune, embora a colega escritora do EW, Jennifer Armstrong, estivesse otimista de que o episódio seria um sucesso, comentando: "Eu tenho fé. Gosto de musicais, eu gosto de Grey's. Estou torcendo para que isso funcione."

### Audiência
Durante sua transmissão original, "Song Beneath the Song" foi assistido por uma média de 13.09 milhões de telespectadores americanos. Ele alcançou uma classificação/participação de 4.9/13 no grupo demográfico de 18 a 49, tornando-se o segundo programa de maior audiência da noite, atrás apenas de American Idol na rede Fox. A avaliação foi a segunda maior da sétima temporada até aquele ponto, e um aumento de 30% em relação ao episódio anterior, "This is How We Do It", que foi assistido por 2.4 milhões de espectadores a menos.
No Canadá, onde o episódio também foi ao ar em 31 de março de 2011, foi assistido por 3.18 milhões de telespectadores. A visualização aumentou novamente em relação a "This is How We Do It", que atingiu 2.63 milhões de telespectadores. No entanto, enquanto o episódio anterior foi o programa com roteiro mais assistido na semana de sua transmissão original, "Song Beneath the Song" ficou em segundo lugar, atrás de The Big Bang Theory.

### Comentários pós-transmissão
Após os primeiros minutos do drama, as reações no Twitter foram polarizadas. Nicole Golden da TV Fanatic deu ao episódio 4.5 estrelas de 5.0. Ela disse que "no geral, o conceito funcionou, já que a música sempre desempenhou um grande papel no programa. Algumas músicas foram mais apropriadas e/ou melhor executadas do que outras, no entanto." Ela também escreveu que o conceito funcionou em parte porque era novo, mas observou que "o formato provavelmente não teria o mesmo efeito se usado em episódios futuros." Embora o crítico do Boston Herald, Mark Perigard, não fosse fã do conceito, dizendo que "o evento de Grey's Anatomy provou como é complicado para um programa estabelecido, especialmente um drama, produzir um episódio musical", ele gostou da atuação de vários atores. Ele escreveu: " Chandra Wilson e Chyler Leigh (sobre quem nunca tenho nada de bom a dizer) fizeram um trabalho vocal impressionante. Eric Dane fez algumas das melhores atuações de sua carreira na noite passada como um ansioso pai com medo de perder sua melhor amiga." Lyneka Little do The Wall Street Journal escreveu: "Se Glee e ER tivessem um bebê, seria o episódio desta noite do drama médico Grey's Anatomy intitulado 'Song Beneath the Song'." Em sua resenha do episódio Alan Sepinwall do HitFix escreveu que "algumas partes eram involuntariamente tolas, outras eram surpreendentemente poderosas e raramente era enfadonho, pelo menos."
Patrick Dempsey admitiu que o episódio musical pode não ter sido a melhor ideia da showrunner Shonda Rhimes. Ele explicou: "É muito difícil mantê-lo atualizado quando você está fazendo 24 episódios por ano. Shonda Rhimes tem muitas ideias e está em uma posição em que pode arriscar mais. Às vezes funciona, às vezes não. No ano passado tivemos o episódio de cantar, o que eu acho que foi um grande erro. Mas você tem que tentar."

### Elogios
Em 2011, o episódio ficou em 19º lugar no especial da TV Guide Network, 25 Biggest TV Blunders 2 (25 maiores erros de TV 2). Foi incluído na lista do TV Guide "The Worst Of 2011" (O pior de 2011), dizendo: 'Sara Ramirez tem tubos poderosos, mas o que este episódio precisava desesperadamente era de uma playlist melhor.' BuddyTV, no entanto, classificou-o em 43º lugar em sua lista dos 50 Melhores Episódios de TV de 2011 e também apareceu na lista de "Melhores Episódios Musicais da TV" do Digital Spy. A editora de música supervisora Jennifer Barak e os editores de música Carli Barber e Jessica Harrison foram nomeados na categoria Melhor Edição de Som: Musical de Forma Curta na Televisão no Golden Reel Awards de 2012 por seu trabalho no episódio.

## Trilha sonora
Em 31 de março de 2011, foi lançada a trilha sonora do episódio musical da sétima temporada da série, "Song Beneath the Song".
| N.º | Título                                             | Intérpretes | Duração |  |
| 1.  | "Chasing Cars" (Original por Snow Patrol)          | Sara Ramirez, Kevin McKidd, Chandra Wilson                                                                                       | 4:11    |  |
| 2.  | "Breathe" (Original por Anna Nalick)               | Chyler Leigh | 4:36    |  |
| 3.  | "How We Operate" (Original por Gomez)              | Kevin McKidd | 4:30    |  |
| 4.  | "Wait" (Original por Get Set Go)                   | Chandra Wilson, Sarah Drew, Chyler Leigh                                                                                         | 3:22    |  |
| 5.  | "Runnin' on Sunshine" (Original por Jesus Jackson) | Sara Ramirez, Daniel Sunjata, Kevin McKidd, Scott Foley, Justin Chambers, Jessica Capshaw, Kim Raver, Chyler Leigh, Ellen Pompeo | 4:05    |  |
| 6.  | "Universe & U" (Original por KT Tunstall)          | Sara Ramirez, Jessica Capshaw | 4:05    |  |
| 7.  | "Grace" (Original por Kate Havnevik)               | Sara Ramirez, Sarah Drew, Chyler Leigh                                                                                           | 3:45    |  |
| 8.  | "How to Save a Life" (Original por The Fray)       | (todo o elenco) | 3:46    |  |
| 9.  | "The Story" (Original por Brandi Carlile)          | Sara Ramirez | 3:28    |  |

### Posições
Grey's Anatomy: The Music Event estreou na 24ª posição da Billboard 200, com 19 mil cópias vendidas. Alcançou a 2ª posição na parada de soundtracks dos Estados Unidos, e a 5ª na Independent Albums. "The Story" entrou na parada de singles Billboard Hot 100 na posição #69, e na Canadian Hot 100 em 72º lugar.